# Il prete bello
Il prete bello è un romanzo di Goffredo Parise, pubblicato nel 1954.
È stato uno dei primi bestseller italiani del dopoguerra, contando molte edizioni stampate e traduzioni all'estero.

## Trama
Ambientato in epoca fascista, il romanzo ha per voce narrante un bambino di nome Sergio, membro di una banda di ragazzi di Vicenza, attraverso i cui occhi viene svelata la realtà del mondo degli adulti: il romanzo si sofferma in particolare sulla vicenda di don Gastone Caoduro, giovane e avvenente parroco, sostenitore del regime e oggetto di desiderio delle zitelle della parrocchia.

## Edizioni
- Garzanti ("Romanzi moderni"), Milano, 1954 (nuova edizione 1965)
- Einaudi ("Gli struzzi"), Torino, 1974 (nota introduttiva di Claudio Altarocca)
- Mondadori ("Oscar", Milano, 1983 (con postfazione di Giovanni Raboni) ISBN 88-04-35044-X
- in Opere, vol. I, ivi ("I Meridiani", 1987 (a cura di Bruno Callegher e Mauro Portello, introduzione di Andrea Zanzotto) ISBN 88-04-30107-4
- Rizzoli, Milano, 1998 ISBN 88-17-66080-9
- RCS Quotidiani (allegato al "Corriere della Sera"), Milano 2003 (con prefazione Giulio Nascimbeni)
- Adelphi ("Biblioteca Adelphi"), Milano. 2010 ISBN 978-88-459-2476-7

## Critica
Emilio Cecchi nella sua recensione sul Corriere della Sera ha definito il romanzo una "vena di angosciosa poesia".

## Adattamento cinematografico
Nel 1989 è stata girata una versione cinematografica del romanzo: Il prete bello, diretto da Carlo Mazzacurati e interpretato da Roberto Citran e Davide Torsello.